# Medal of Honor: Vanguard
Medal of Honor: Vanguard é um jogo eletrônico de tiro em primeira pessoa de 2007 desenvolvido pela EA Los Angeles e publicado pela EA Games para PlayStation 2 e Nintendo Wii. É a décima edição da série Medal of Honor.

## Jogabilidade
O jogo é ambientado durante a Segunda Guerra Mundial com motor gráfico e esquema de jogabilidade já vistos nos títulos anteriores da série. Visualmente, o jogo é semelhante a Medal of Honor: European Assault, porém, o jogo compartilha muitos elementos de jogabilidade com saltos de paraquedas que até então só haviam aparecido na expansão Spearhead de Medal of Honor: Allied Assault e também está presente em Medal of Honor: Airborne, lançado no mesmo ano para a sétima geração (com exceção do Nintendo Wii). A versão de Vanguard para Wii compartilha a mesma fórmula de jogabilidade do PlayStation 2, apenas com grandes diferenças de controle (Dualshock 2 e Wii Remote).
Os jogadores podem personalizar e atualizar duas de suas armas no decorrer do nível, adicionando uma mira de precisão a um fuzil M1 Garand transformando-o em um M1D, ou um tambor de munição em uma metralhadora Thompson M1928. Estas atualizações estão disponíveis apenas em certos locais de alguns níveis e o jogador precisa procura-las pelo cenário.
No início de cada uma das operações, o jogador salta de paraquedas para o campo de batalha (com a exceção de uma inserção de planador no início da missão na Normandia) e podem escolher aproximadamente onde deve ser a zona de pouso. Em quase todos os níveis, os jogadores que pousarem em pontos marcados por fumaça verde poderão pegar melhorias (atualizações) de armas procurando bolsas brancas de munição com o símbolo da 82ª Divisão Aerotransportada que estarão piscando em vermelho.
O jogo possui um modelo linear de progresso durante a campanha. O sistema de regeneração utilizava o método de recover popularizado por Call of Duty 2, que se tratava do personagem se recuperar quando não era mais alvejado ou usando a cobertura.
A versão de Wii implementa o Wii Remote para realizar movimentos como agachar, saltar, fazer curvas rápidas, ataques com armas, recarregar e disparar.
O jogo possui várias armas do período da Segunda Guerra Mundial, sendo elas: M1 Garand, Karabiner 98k, Thompson M1928, MP40, Browning Automatic Rifle (BAR), STG44, MG42 e Bazooka. A qualidade da trilha sonora e do som foram elogiadas na época do lançamento.

## Sinopse
O jogador assume o papel do Cabo (mais tarde Sargento) Frank Keegan, um soldado paraquedista da 82ª Divisão Aerotransportada do Exército dos Estados Unidos lutando contra as Forças do Eixo da Itália e da Alemanha.

### Enredo
A primeira missão acontece em 10 de julho de 1943, durante a Operação Husky (a invasão Aliada da Sicília no sul da Itália). Keegan está em um avião C-47 em algum lugar na costa da Sicília, ele e seu esquadrão estão prontos para saltar quando a aeronave é subitamente atacada por navios da Marinha dos Estados Unidos acreditando que os aviões aliados seriam alemães. Quase atingindo a costa, o avião é despedaçado ao meio e Keegan e vários outros paraquedistas são jogados para fora. Ele consegue abrir seu pára-quedas e chegar ao chão, onde ele se encontra com seu líder de esquadrão, o Sargento John Magnuson. Eles lutam através da pequena cidade costeira contra a oposição moderada das forças italianas. Na manhã seguinte, os paraquedistas se defendem de um contra-ataque alemão antes de limpar a praça principal e o resto da cidade. Uma vez pela cidade, eles se dirigem para um bunker costeiro localizado em uma grande falésia e que abriga três canhões de artilharia que ameaçam qualquer embarcação Aliada que se aproxime da costa. Eles abrem o bunker com explosivos e disparam para dentro matando todas as forças alemãs que defendiam as armas costeiras antes de inutilizarem os canhões com explosivos, finalmente protegendo a força de invasão aliada. O sargento Magnuson encerra com um discurso e afirma que eles não estão onde deveriam estar. O esquadrão então se muda 20 milhas para o oeste para se reagrupar com o resto da 82ª Divisão Aerotransportada.
Na segunda missão, devido a um acidente com seu braço durante o treinamento na Inglaterra, Keegan é dispensado dos saltos aerotransportados e foi transferido para uma unidade de planadores Waco CG-4 designadas para os Desembarques da Normandia como suporte para a Operação Netuno (fase inicial da Operação Overlord). No final da madrugada do Dia D, em 6 de junho de 1944, sobrevoando acima da Normandia dentro do planador, o Cabo Stephen Garrett afirma que o objetivo é tomar as pontes e as encruzilhadas, se reagrupar com o Sargento Magnuson no solo e fornecer suprimentos para a força de invasão Aliada que chega nas praias – enquanto ele falava, a aeronave C-47 Skytrain que rebocava o planador de Keegan é abatida por fogo antiaéreo, perdendo o cabo de reboque. Os dois pilotos do planador são obrigados a fazer um pouso forçado. O impacto do planador ao solo é violento e mata metade dos soldados que estavam a bordo incluindo os dois pilotos, exceto Keegan e Garrett. Os dois soldados sobreviventes são cercados por alemães que vieram investigar o acidente. Eles logo lutam e derrotam os alemães colina acima antes de se moverem em direção a uma fazenda para um ponto de encontro a procura de mais aliados. Eles estão fora do curso, perto de Azeville, aproximadamente 6 milhas a noroeste da Praia de Utah e ao norte de Sainte-Mère-Église. Eles fazem seu caminho para uma antiga igreja, encontrando tropas alemãs ao longo do caminho. No caminho, eles também encontram aliados, outros membros do seu esquadrão, os soldados Pike e Chalmers e alguns paraquedistas aliados que haviam saltado na região. Ao chegar na igreja eles encontram o Sargento Magnuson pendurado e preso nas vigas, tendo aterrissado lá durante o salto. Keegan consegue soltar o Sargento enquanto os alemães lançam um ataque a partir do cemitério da igreja contra os paraquedistas agora presos lá dentro. Eles conseguem lutar contra os alemães e defender a igreja mas logo ouvem o que parece ser um Panzer do lado de fora. Os soldados tentam escapar da igreja, Keegan é nocauteado com uma coronhada de um soldado alemão quando ele estava abrindo uma porta que levava para fora da igreja. O soldado alemão logo é morto pelos soldados aliados. Keegan fica inconsciente por quase uma hora. Acordando pouco tempo depois, Keegan e seu esquadrão começam a cumprir os seus objetivos, tomar estradas e encruzilhadas, e explodir várias pontes da Normandia. Keegan aproveita os suprimentos de planadores que caíram na região para montar os componentes de uma bazuca que ele usa para destruir um veículo semi-lagarta Sd.Kfz. 251 bloqueando o seu avanço até uma ponte. Keegan e outro soldado paraquedista começam a plantar as cargas explosivas em uma ponte, porém, os explosivos detonaram cedo demais, matando alguns dos soldados próximos e deixando Keegan inconsciente novamente. O Sargento Magnuson acorda Keegan já na manhã do Dia D, mas quase imediatamente leva um tiro na cabeça por um franco-atirador alemão. Keegan e seu esquadrão atacam a casa onde o atirador foi localizado e eliminam a resistência alemã. Eles então fazem o seu caminho para uma grande ponte que levava a uma mansão abandonada onde os alemães estavam usando como posto de comando, possivelmente para atacar os desembarques na Praia de Utah. Eles abrem caminho através da ponte sob fogo pesado da infantaria alemã e de metralhadoras MG42. Keegan usa uma bazuca para destruir um obstáculo na ponte, a bazuca veio através de um suprimento jogado por um avião aliado. O esquadrão avança para a mansão eliminando a resistência no caminho apenas para descobrir que ela se tornou uma armadilha, eles são rapidamente cercados pela infantaria alemã apoiada por quatro tanques Tiger. A batalha pela defesa da mansão é feroz, os tanques Tiger conseguem impor pesadas baixas aos soldados da 82ª Divisão e quase destroem a mansão, enquanto os soldados aliados resistem e esperam por reforços. Keegan consegue recompor sua bazuca usando mais munição e consegue destruir os tanques Tiger um a um. Os alemães finalmente batem em retirada após o último Tiger ser destruído por Keegan. Após a escaramuça, Keegan é promovido a Sargento devido à morte de Magnuson.
A terceira missão acontece durante a monumental Operação Market Garden nos Países Baixos, em 17 de setembro de 1944, onde o recém-promovido, Sargento Keegan, agora lidera seu esquadrão. A 82ª Divisão Aerotransportada deve saltar nos arredores da cidade de Grave, a sudoeste de Nimegue. O objetivo das forças aerotransportadas da fase Market era capturar uma série de pontes ao longo dos principais rios dos Países Baixos e abrir caminho para o rápido avanço de unidades blindadas pelas estradas da fase Garden, a fim de atingir o propósito estratégico de permitir que os Aliados pudessem atravessar o Reno, a última grande barreira natural para o avanço sobre à Alemanha. Após aterrissar nos Países Baixos, o esquadrão de Keegan luta por uma fazenda perto de Grave que estava sendo defendida pelos alemães e conseguem desativar uma bateria antiaérea alemã em um moinho de vento. Keegan encontra alguns documentos do inimigo e seu esquadrão repele um contra-ataque alemão no celeiro da fazenda antes de rumarem para Grave. No caminho para Grave, o esquadrão decide neutralizar um ninho de MG42 em uma casa e um bunker antiaéreo até chegar a importante Ponte de Grave sobre o Rio Mosa, que eles eventualmente capturam após vários combates. O esquadrão de Keegan então se reúne com o Tenente McCollum que assume o comando. Eles então seguem para a cidade de Grave, onde encontram fogo pesado de metralhadoras MG42 em toda a cidade. O Tenente McCollum ordena que os esquadrões tomem a cidade de Grave antes do anoitecer. Aproximando-se da praça da cidade, Keegan e os outros soldados são atacados por dois tanques Tiger, um deles é destruído pelos paraquedistas e o outro arrasa a praça da cidade e acaba matando o Cabo Chalmers antes que Keegan finalmente possa destruí-lo com uma bazuca.
A quarta e última missão no jogo acontece durante a Operação Varsity, perto de Wesel, na Alemanha. Após o fracasso da Operação Market Garden, os aliados não conseguiram alcançar o Reno até o Natal de 1944. Varsity deveria dar apoio para as tropas terrestres que avançavam pelo Reno na região oeste alemã. Keegan foi transferido para a 17ª Divisão Aerotransportada. Ele e seu esquadrão fazem o seu salto em 25 de março de 1945 as margens do Reno que está fortemente defendido, com metralhadoras MG42, armas antiaéreas, tanques Tiger e um grande sistema de trincheiras fortificadas com bunkers. Os paraquedistas recebem fogo pesado das forças alemãs. Após uma extensa batalha pelo controle da região, eles chegam a um complexo industrial alemão, onde enfrentam vários contra-ataques brutais antes de seguir para um sistema de trincheiras. Depois de neutralizar as trincheiras e as defesas alemãs em torno delas, Keegan deve fazer o seu caminho sozinho através de uma fábrica destruída e cheia de franco-atiradores alemães. Ele consegue atravessar e se reagrupar com os membros sobreviventes de seu esquadrão do lado de fora do complexo, assim, centenas de tropas de Fallschirmjager lançam um grande contra-ataque com tanques Tigers em apoio. Depois de uma longa batalha com muitas baixas para defender o complexo, os paraquedistas conseguem repelir com sucesso o ataque alemão, com uma cena final mostrando as tropas alemãs remanescentes recuando pelas colinas.

## Multiplayer
O modo de multiplayer offline foi incluído no jogo na forma de um modo de tela dividida de 2-4 jogadores com as versões Wii e PS2. (A versão de PS2 requer um multitap para suportar mais de dois jogadores). Este é atualmente o último jogo da série Medal of Honor que apresenta o modo de tela dividida. Existem cinco modos:
Deathmatch
Team Deathmatch
Capture the Flag
King of the Hill
Scavenger Hunt

## Recepção
Apesar de ter sido bem recebido pelos fãs da franquia, Medal of Honor: Vanguard foi mal recebido pela crítica em ambas as plataformas, de acordo com o agregador de análises de videogames Metacritic.
A GameSpot deu ao jogo 5,5 de 10 para as versões de Wii e PS2. A maioria das críticas ao jogo concentrou-se no fraco mecanismo gráfico para um jogo de 2007, pouca inteligência artificial inimiga e falta de multiplayer online. Também foi criticado o fato de que muitos dos elementos do jogo já foram apresentados ou reciclados da série, em especial Medal of Honor: European Assault, ou por outros shooters da Segunda Guerra Mundial (com exceção do paraquedismo militar). Na época, Aaron Thomas, da GameSpot, afirmou que "realmente não há razão para comprá-lo no PlayStation 2 e, graças a um preço mais alto para a versão Wii, também há muito pouco motivo para comprá-lo para o Wii também". O site Mansized deu dois de cinco para versão de Wii, afirmando que "Vanguard é um jogo bastante chocante".